# ۱۸ اکتبر
۱۸ اکتبر دویست و نود و یکمین (در سال‌های کبیسه دویست و نود و دومین) روز سال در گاه‌شماری میلادی است. ۷۴ روز تا پایان سال باقی‌است.

## رویدادها
- ۱۳۸۶ - دانشگاه هایدلبرگ تأسیس شد.
- ۱۸۶۷ - ایالات متحده آلاسکا را به ارزش ۷٫۲ میلیون دلار از روسیه خریداری کرد.
- ۱۸۹۸ - ایالات متحده کنترل پرتوریکو را از اسپانیا به دست گرفت.
- ۱۹۲۲ - بی‌بی‌سی بنیان گذاشته شد.
- ۱۹۴۴ - جنگ جهانی دوم: نیروهای ارتش سرخ شوروی وارد چکسلواکی شدند.[نیازمند منبع]
- ۱۹۸۹ - فضاپیمای گالیله به فضا پرتاب شد.
- ۱۹۸۹ - اریش هونکر از رهبری حزب اتحاد سوسیالیستی آلمان استعفا کرد.
- ۱۹۹۱ - شورای عالی جمهوری آذربایجان استقلال این کشور از اتحاد جماهیر شوروی را اعلام کرد.
- ۲۰۰۳ - در پی بحران گاز، گونزالو سانچز دو لوزادا، رئیس‌جمهور بولیوی مجبور به استعفا و ترک کشور شد.
- ۲۰۰۴ - کین نیوت، نخست‌وزیر میانمار به اتهام فساد و به دستور شورای حکومتی صلح و توسعه در خانه خود دستگیر و از سمتش عزل شد.[نیازمند منبع]
- ۲۰۰۷ - در اثر حمله انتحاری راکب موتور سیکلت بمب‌گذاری‌شده به قصد جان بی نظیر بوتو، نخست‌وزیر اسبق پاکستان، ۱۳۹ نفر کشته و بیش از ۴۵۰ تن دیگر زخمی شدند ولی به شخص بی‌نظیر بوتو آسیبی نرسید.

## زادروزها
- ۱۸۵۹ – هانری برگسون، فیلسوف فرانسوی
- ۱۹۳۳ – لودوویکو اسکارفیوتی، رانندهٔ مسابقات اتومبیل‌رانی اهل ایتالیا (د. ۱۹۶۸)
- ۱۹۷۶ – حوریه فرغلی، بازیگر مصری-اماراتی. [۱]
- ۱۹۹۴ – پاسکال ورلاین، رانندهٔ مسابقات اتومبیل‌رانی اهل آلمان

## درگذشت‌ها
۱۹۳۱ - توماس ادیسون، مخترع آمریکایی
۲۰۲۱ - کالین پاول، سیاست‌مدار آمریکایی

## مناسبت‌ها
- روز جهانی عقیم سازی[نیازمند منبع]